# Белоспинный кабезон
Белоспинный кабезон (лат. Capito hypoleucus) — вид птиц семейства бородатковых. Выделяют три подвида.
Эндемик Колумбии. Обитает в горных облачных лесах на западных склонах Анд на юго-востоке департамента Антьокии и севере Кальдас на высоте от 700 до 1600 метров над уровнем моря.
Птица длиной до 19 см. Верхняя часть тела чёрная, только верх головы красный, а затылок и шея белые. Некоторые кроющие крыльев коричневые. Горло кремово-белое, грудь — бледно-коричневая, брюхо желтовато-белое. Ноги серые. Клюв крепкий, жёлтого цвета с белым кончиком. 
Держится парами и небольшими семейными группами. Время от времени наблюдается несколько пар, ищущих пищу на изолированном плодоносящем дереве в километре от края леса. Во время поиска еды они остаются на верхушках деревьев. В основном они едят фрукты, в том числе манго и, в меньшей степени, насекомых. Репродуктивная биология в значительной степени не изучена. Вероятно, птицы размножаются в период с мая по июнь.